# Комльонок Віктор Миколайович
Віктор Миколайович Комльонок (норв. Victor Comleonoc; нар. 23 лютого 1979, Кишинів, МРСР) — молдовський футболіст, півзахисник, виступав у національній збірній Молдови.

## Клубна кар'єра
Віктор Комльонок розпочав свою кар'єру в 1995 році в клубі «Конструкторул». У 2001 році він відправився в «Шериф». Влітку 2004 року він переїхав до України, де захищав кольори «Спартака» з Івано-Франківська. Взимку 2005 року він повернувся в Молдову, перейшовши в інший тираспольський клуб, «Тилігул-Тирас», а потім - у кишинівську «Дачію». У липні 2005 року він знову поїхав в Україну, де грав у складі «Оболоні». Сезон 2007/08 він провів у російському СКА (Ростов-на-Дону), а в лютому 2009 року підписав контракт з азербайджанською «Габалою», влітку 2009 року він повернувся в «Оболонь». У червні 2010 року перейшов у казахський «Акжайик».

## Клубна кар'єру
15 серпня 2001 року дебютував у складі збірної Молдови в матчі проти Португалії, його команда програла з рахунком 0:3. Після ще двох зіграних матчів Комльонок не викликався в збірну протягом шести років. У двох матчах кваліфікації на Євро 2008 виходив з капітанською пов'язкою. Свій останній матч за збірну він зіграв 9 вересня 2009 року в рамках кваліфікації на чемпіонат світу 2010, Молдова зіграла внічию з Грецією (1:1). Загалом за збірну Молдови він зіграв 19 матчів.

## Клубна статистика
| Сезон     | Клуб                         | Ліга                | Ліга  | Ліга | Кубок | Кубок | Європа | Європа | Загалом | Загалом | Загалом |
| Сезон     | Клуб                         | Ліга                | Матчі | Голи | Матчі | Голи  | Матчі  | Голи   | Матчі   | Голи    |         |
| --------- | ---------------------------- | ------------------- | ----- | ---- | ----- | ----- | ------ | ------ | ------- | ------- | ------- |
| 1995–96   | Конструкторул                | Національна Дивізія | 8     | 2    |       |       | -      | -      | 8       | 2       |         |
| 1996-97   | Конструкторул                | Національна Дивізія | 26    | 12   |       |       | 3      | 0      | 29      | 12      |         |
| 1997-98   | Конструкторул                | Національна Дивізія | 24    | 12   |       |       | 2      | 1      | 26      | 13      |         |
| 1998–99   | Конструкторул                | Національна Дивізія | 15    | 0    |       |       | 2      | 0      | 17      | 0       |         |
| 1999–2000 | Конструкторул                | Національна Дивізія | 29    | 7    |       |       | 2      | 1      | 31      | 8       |         |
| 2000–01   | Конструкторул                | Національна Дивізія | 7     | 0    |       |       | 2      | 0      | 9       | 0       |         |
| 2000–01   | Шериф                        | Національна Дивізія | 14    | 3    |       |       | -      | -      | 14      | 3       |         |
| 2001–02   | Шериф                        | Національна Дивізія | 25    | 3    |       |       | 4      | 1      | 29      | 4       |         |
| 2002-03   | Шериф                        | Національна Дивізія | 21    | 6    |       |       | 4      | 0      | 25      | 6       |         |
| 2003-04   | Шериф                        | Національна Дивізія | 13    | 0    |       |       | 1      | 0      | 14      | 0       |         |
| 2003-04   | «Спартак» (Івано-Франківськ) | Перша ліга України  | 15    | 1    |       |       | -      | -      | 15      | 1       |         |
| 2004-05   | Тилігул-Тирас                | Національна Дивізія | 7     | 2    |       |       | -      | -      | 7       | 2       |         |
| 2005-06   | Дачія (Кишинів)              | Національна Дивізія | 1     | 0    |       |       | 1      | 0      | 2       | 0       |         |
| 2005–06   | Оболонь                      | Перша ліга України  | 32    | 3    |       |       | -      | -      | 32      | 3       |         |
| 2006–07   | Оболонь                      | Перша ліга України  | 26    | 2    |       |       | —      | —      | 26      | 2       |         |
| 2007      | СКА (Ростов-на-Дону)         | Першість ФНЛ        | 15    | 1    |       |       | -      | -      | 15      | 1       |         |
| 2008      | СКА (Ростов-на-Дону)         | Першість ФНЛ        | 21    | 0    |       |       | —      | —      | 21      | 0       |         |
| 2008–09   | Габала                       | Прем'єр-ліга        | 10    | 1    |       |       | —      | —      | 10      | 1       |         |
| 2009-10   | Оболонь                      | Прем'єр-ліга        | 11    | 0    | 2     | 0     | -      | -      | 13      | 0       |         |
| 2010      | Акжайик                      | Прем'єр-ліга        | 17    | 1    |       |       | -      | -      | 17      | 1       |         |
| 2011-12   | Іскра-Сталь (Рибниця)        | Національна Дивізія | 1     | 0    |       |       | 0      | 0      | 1       | 0       |         |
| 2012-13   | Дачія                        | Національна Дивізія | 7     | 1    |       |       | 0      | 0      | 7       | 1       |         |
| Загалом   | Молдова                      | Молдова             | 198   | 48   |       |       | 21     | 3      | 219     | 51      |         |
| Загалом   | Україна                      | Україна             | 84    | 6    |       |       | 0      | 0      | 84      | 6       |         |
| Загалом   | Росія                        | Росія               | 36    | 1    |       |       | 0      | 0      | 36      | 1       |         |
| Загалом   | Азербайджан                  | Азербайджан         | 10    | 1    |       |       | 0      | 0      | 10      | 1       |         |
| Загалом   | Казахстан                    | Казахстан           | 17    | 1    |       |       | 0      | 0      | 17      | 1       |         |
| Загалом   | Загалом                      | Загалом             | 345   | 57   |       |       | 21     | 3      | 366     | 60      |         |

## Досягнення
- Національний дивізіон Молдови
  -  Чемпіон (3): 2001-02, 2002-03, 2003-04

- Кубок Молдови
  -  Володар (1): 2001-02

- Суперкубок Молдови
  -  Володар (1): 2003

- Перша ліга чемпіонату України
  -  Бронзовий призер (2): 2005/06, 2006/07